# Prolog (ort)
Prolog är en ort i Bosnien och Hercegovina.   Den ligger i entiteten Federationen Bosnien och Hercegovina, i den sydvästra delen av landet, 120 km väster om huvudstaden Sarajevo. Prolog ligger 708 meter över havet och antalet invånare är 922.
Terrängen runt Prolog är varierad. Närmaste större samhälle är Orguz, 3,0 km sydost om Prolog. 
Omgivningarna runt Prolog är en mosaik av jordbruksmark och naturlig växtlighet. Runt Prolog är det ganska tätbefolkat, med 80 invånare per kvadratkilometer.